# Ситняки (Киевская область)
Ситня́ки (укр. Ситняки) — село, входит в Бучанский район Киевской области Украины.
Население по переписи 2001 года составляло 764 человека. Общая численность зарегистрированного населения по состоянию на 01.01.2024 составляет 578 жителей. Почтовый индекс — 08040. Телефонный код — 4578. Занимает площадь 0,14 км². Код КОАТУУ — 3222787401.

## Местный совет
08040, Київська обл., Макарівський р-н, с. Ситняки, ул. Мира, 125а